# Дмитрий Алексеевич
Царевич Дми́трий Алексе́евич (22 октября [1 ноября] 1648 — 6 [16] октября 1649) — первый сын царя Алексея Михайловича и царицы Марии Ильиничны Милославской.

## Биография
Мальчик получил традиционное имя правящей династии «Дмитрий» (как у царевичей из предыдущей династии Рюриковичей), и был крещён в честь св. Дмитрия Солунского.
Наследник престола родился в день «чудотворныя иконы Казанския, во время всенощного пения», в связи с чем царь Алексей Михайлович повелел праздновать 22 октября «во всех городах по вся годы». Таким образом осенняя «Казанская» стала в России общегосударственным праздником.
К крещению царевича была создана мерная икона с изображением святого Дмитрия Солунского, помещенная в Архангельский собор. Она иконографически совпадала с аналогичной мерной иконой святого Дмитрия Солунского, написанной веком ранее для другого царевича Дмитрия — Дмитрия Углицкого.
Скончался внезапно, во младенчестве. Погребён в Архангельском соборе Московского Кремля.

Надпись на надгробии: «Лета 7158 октября в 6 день на память святаго апостола Фомы преставися государя царя и великого князя Алексея Михайловича всея Русии сын благоверный царевич князь Димитрий Алексеевич всея Русии в ночи в 11 часу с пятницы на суботу».

## Церкви
В 1649 году в связи с рождением наследника престола Дмитрия Алексеевича было установлено общецерковное почитание Казанской иконы Божией Матери. Тогда же были заложены каменные Казанские церкви в ярославском Казанском монастыре и Храм Казанской иконы Божией Матери в Коломенском при царском Коломенском дворце.